# Nati nel 1910/Ottobre
| Questa pagina contiene informazioni ricavate automaticamente dalle voci biografiche con l'ausilio del template Bio e di un bot. L'aggiornamento è periodico e automatico e ricostruisce completamente la pagina. Se manca una persona in questa lista, sei pregato di non aggiungerla, ma accertati piuttosto che la sua voce biografica contenga il template Bio e che i dati anagrafici siano correttamente compilati. Se il template Bio manca, inseriscilo tu stesso o, in alternativa, metti l'avviso {{tmp\|Bio}} che ne segnala la mancanza. Se i dati riportati sono sbagliati, correggi direttamente la voce biografica; le modifiche saranno visibili in questa lista entro pochi giorni. Per chiarimenti vedi il progetto biografie. La lista contiene solo le 145 persone che sono citate nell'enciclopedia e per le quali è stato implementato correttamente il template Bio. Pagina aggiornata al 2 giu 2025. |

- 1º ottobre - Michele Giraud, allenatore di calcio e calciatore italiano († 1997)
- 1º ottobre - Mohammed Zaman Kiani, generale e politico pakistano († 1981)
- 1º ottobre - José Luis, calciatore portoghese
- 1º ottobre - Attilio Pavesi, ciclista su strada e pistard italiano († 2011)
- 1º ottobre - Carmine Tramunti, mafioso statunitense († 1978)
- 2 ottobre - Giorgio Agliani, produttore cinematografico e regista italiano († 1996)
- 2 ottobre - Rosemary Carr, attrice statunitense († 1987)
- 2 ottobre - Aldo Olivieri, allenatore di calcio, dirigente sportivo e calciatore italiano († 2001)
- 2 ottobre - Michele Riccardini, attore italiano († 1978)
- 2 ottobre - Antonio Schivardi, militare e partigiano italiano († 1944)
- 3 ottobre - Giuseppe Borrelli, politico italiano († 1968)
- 3 ottobre - Luciano Bottazzi, calciatore italiano
- 3 ottobre - Miquel Crusafont i Pairó, paleontologo spagnolo († 1983)
- 3 ottobre - William D'Amico, bobbista statunitense († 1984)
- 3 ottobre - Antoine Dignef, ciclista su strada belga († 1991)
- 3 ottobre - Jaime García, cavaliere spagnolo († 1959)
- 3 ottobre - Marcello Pellarin, allenatore di calcio e calciatore italiano († 1980)
- 4 ottobre - Frank Booth, nuotatore statunitense († 1980)
- 4 ottobre - Selina Chönz, scrittrice svizzera († 2000)
- 5 ottobre - Gaetano Carancini, giornalista, critico cinematografico e sceneggiatore italiano († 1977)
- 5 ottobre - Margit Elek, schermitrice ungherese († 1986)
- 5 ottobre - Domenico Emanuelli, medico e politico italiano († 1950)
- 5 ottobre - Delio Granchi, scultore e pittore italiano († 1997)
- 5 ottobre - Nathan Jacobson, matematico statunitense († 1999)
- 5 ottobre - Lionello Levi Sandri, giurista, partigiano e antifascista italiano († 1991)
- 5 ottobre - Viero Migliorati, pittore e disegnatore italiano († 1943)
- 5 ottobre - Luciano Mondolfo, attore e regista italiano († 1978)
- 5 ottobre - Antonio Pesenti, economista e politico italiano († 1973)
- 5 ottobre - Orlando Ricci, calciatore italiano
- 6 ottobre - Romolo Marcellini, regista italiano († 1999)
- 6 ottobre - Orazio Satta Puliga, ingegnere italiano († 1974)
- 7 ottobre - Gjorgji Abadžiev, scrittore macedone († 1963)
- 7 ottobre - Adri van Male, calciatore olandese († 1990)
- 7 ottobre - Mario Manfredi, calciatore italiano († 1978)
- 7 ottobre - Ngô Đình Nhu, politico vietnamita († 1963)
- 7 ottobre - Armando Pizzinato, pittore italiano († 2004)
- 8 ottobre - Kirk Alyn, attore statunitense († 1999)
- 8 ottobre - Antonio Giuseppe Angioni, vescovo cattolico italiano († 1991)
- 8 ottobre - Paulette Dubost, attrice francese († 2011)
- 8 ottobre - Ray Lewis, velocista canadese († 2003)
- 8 ottobre - Roberto Sabatino Lopez, storico italiano († 1986)
- 8 ottobre - Jonas Noreika, militare lituano († 1947)
- 8 ottobre - Don Smith, cestista statunitense († 1994)
- 8 ottobre - Travis Webb, pilota automobilistico statunitense († 1990)
- 9 ottobre - Jack Crayston, allenatore di calcio e calciatore inglese († 1992)
- 9 ottobre - Alexandre Katlama, progettista, militare e cestista russo († 1990)
- 9 ottobre - Johannes-Rudolf Mühlenkamp, militare tedesco († 1986)
- 10 ottobre - Jacques Hérold, pittore rumeno († 1987)
- 10 ottobre - Harold LeVander, politico statunitense († 1992)
- 10 ottobre - Emilio Salafia, schermidore italiano († 1969)
- 10 ottobre - Enzo Savorgnan di Brazzà, prefetto, militare e politico italiano († 1945)
- 10 ottobre - Johann Urbanek, calciatore austriaco († 2000)
- 10 ottobre - Angelo Varetto, ciclista su strada italiano († 2001)
- 10 ottobre - Charles Zehren, calciatore francese († 2005)
- 10 ottobre - Amirchan Kamizovič Šomachov, scrittore e politico sovietico († 1988)
- 11 ottobre - Joseph Alsop, giornalista statunitense († 1989)
- 11 ottobre - Pietro Camisaschi, calciatore italiano
- 11 ottobre - Danie Craven, rugbista a 15 e allenatore di rugby a 15 sudafricano († 1993)
- 11 ottobre - Emil Haussmann, militare e agente segreto tedesco († 1947)
- 11 ottobre - Giordano Sinibaldi, calciatore italiano
- 12 ottobre - Frederick Fyvie Bruce, biblista britannico († 1990)
- 12 ottobre - Robert Fitzgerald, latinista, grecista e traduttore statunitense († 1985)
- 12 ottobre - Bruno Neri, calciatore e partigiano italiano († 1944)
- 12 ottobre - Rosario Scipio, scrittore e poeta italiano († 1996)
- 13 ottobre - Claudia Baccarini, supercentenaria italiana († 2024)
- 13 ottobre - Mario Carta, ingegnere minerario italiano († 1985)
- 13 ottobre - Jean Howard, attrice statunitense († 2000)
- 13 ottobre - Magnar Isaksen, calciatore norvegese († 1979)
- 13 ottobre - Mario Mazzuca, rugbista a 15 e dirigente sportivo italiano († 1983)
- 13 ottobre - Robert McKimson, regista e animatore statunitense († 1977)
- 13 ottobre - Emilio Orlandini, ufficiale e aviatore italiano († 1964)
- 13 ottobre - H.W.L. Poonja, religioso indiano († 1997)
- 13 ottobre - Freddie Wolff, velocista britannico († 1988)
- 14 ottobre - Erich Ehrlinger, militare, criminale di guerra e agente segreto tedesco († 2004)
- 14 ottobre - John Wooden, allenatore di pallacanestro e cestista statunitense († 2010)
- 15 ottobre - Egisto Betti, calciatore italiano († 1984)
- 15 ottobre - Alfio Cavicchioli, allenatore di calcio e calciatore italiano
- 15 ottobre - Edwin O. Reischauer, linguista, orientalista e diplomatico statunitense († 1990)
- 16 ottobre - Paul-Werner Hozzel, generale e aviatore tedesco († 1997)
- 16 ottobre - Giovanni Martini, partigiano italiano († 1944)
- 17 ottobre - Giorgio Agosti, magistrato, partigiano e antifascista italiano († 1992)
- 17 ottobre - Joe Butterworth, attore statunitense († 1986)
- 17 ottobre - Goffredo Gastaldi, militare e aviatore italiano († 1941)
- 17 ottobre - Mario Luciolli, diplomatico italiano († 1988)
- 17 ottobre - Gastone Nencioni, politico italiano († 1985)
- 17 ottobre - Viktors Vizla, calciatore lettone († 1971)
- 19 ottobre - Subrahmanyan Chandrasekhar, fisico, astrofisico e matematico indiano († 1995)
- 19 ottobre - André-Marie Dubarle, presbitero e teologo francese († 2002)
- 19 ottobre - Shunkichi Hamada, hockeista su prato giapponese († 2009)
- 19 ottobre - Dan Tobin, attore statunitense († 1982)
- 20 ottobre - Galina Barinova, violinista e insegnante sovietica († 2006)
- 20 ottobre - Danilo Paris, politico italiano († 1978)
- 20 ottobre - Franz Wenninger, pallanuotista austriaco († 1996)
- 20 ottobre - Günther Freiherr von Maltzahn, aviatore e cartografo tedesco († 1953)
- 21 ottobre - Sverre Berglie, calciatore norvegese († 1985)
- 21 ottobre - Emilio Busolini, organista e compositore italiano († 2010)
- 21 ottobre - Astolfo Moretti, politico italiano († 1971)
- 22 ottobre - Egone Jakin, velista italiano († 1953)
- 22 ottobre - Luigi Olasi, calciatore italiano
- 22 ottobre - Juvenal Santillo, calciatore brasiliano
- 23 ottobre - Gaetano Cesana, calciatore italiano
- 23 ottobre - Sven Höglund, ciclista su strada svedese († 1995)
- 23 ottobre - Richard Mortensen, pittore danese († 1993)
- 23 ottobre - Hayden Rorke, attore statunitense († 1987)
- 23 ottobre - Otto Weckerling, ciclista su strada tedesco († 1977)
- 24 ottobre - Gunter d'Alquen, giornalista e militare tedesco († 1998)
- 24 ottobre - Alessandro Arcangeli, politico italiano († 1954)
- 24 ottobre - Paul Joseph Marie Gouyon, cardinale e arcivescovo cattolico francese († 2000)
- 24 ottobre - Sverre Marstrander, archeologo norvegese († 1986)
- 25 ottobre - William Higinbotham, fisico statunitense († 1994)
- 25 ottobre - Ignacio F. Iquino, regista, sceneggiatore e produttore cinematografico spagnolo († 1994)
- 25 ottobre - David Lichine, ballerino russo († 1972)
- 25 ottobre - Johnny Mauro, pilota automobilistico statunitense († 2003)
- 25 ottobre - Leonida Pallotta, calciatore italiano
- 25 ottobre - Karl Steubl, militare austriaco († 1945)
- 25 ottobre - Tyrus Wong, pittore, illustratore e ceramista cinese († 2016)
- 26 ottobre - Antonio Haro, schermidore messicano († 2002)
- 26 ottobre - Elemer Kocsis, calciatore rumeno († 1981)
- 26 ottobre - John Joseph Krol, cardinale e arcivescovo cattolico statunitense († 1996)
- 26 ottobre - Ferenc Ottavi, calciatore ungherese
- 27 ottobre - Otello Boccaccini, cantante italiano († 1992)
- 27 ottobre - Jack Carson, attore canadese († 1963)
- 27 ottobre - Frederick de Cordova, regista e produttore televisivo statunitense († 2001)
- 27 ottobre - Herschel Daugherty, regista e attore statunitense († 1993)
- 27 ottobre - Karl William Kapp, economista tedesco († 1976)
- 27 ottobre - Carlo Romanatti, ciclista su strada italiano († 1975)
- 28 ottobre - Nicolò Dallaporta, astrofisico italiano († 2003)
- 28 ottobre - Augusto Gansser-Biaggi, alpinista e geologo svizzero († 2012)
- 28 ottobre - Franco Martinengo, designer e pittore italiano († 2001)
- 28 ottobre - Ettore Mussi, calciatore italiano
- 28 ottobre - Pete Pederson, cestista statunitense († 1982)
- 28 ottobre - Aleksej Zinov'evič Petrov, matematico russo († 1972)
- 29 ottobre - Alfred Jules Ayer, filosofo britannico († 1989)
- 29 ottobre - Giorgio Lungarotti, imprenditore italiano († 1999)
- 29 ottobre - Luis Vassini, calciatore argentino
- 30 ottobre - Giuseppe Carlo Ferrari, calciatore e allenatore di calcio italiano († 1987)
- 30 ottobre - Giorgio Frattini, militare e aviatore italiano († 1938)
- 30 ottobre - Miguel Hernández, poeta e drammaturgo spagnolo († 1942)
- 30 ottobre - Franco Palaggi, produttore cinematografico italiano († 1996)
- 31 ottobre - Giorgio Borgo, calciatore e allenatore di calcio italiano
- 31 ottobre - Catrano Catrani, regista cinematografico, produttore cinematografico e sceneggiatore italiano († 1973)
- 31 ottobre - Renato Fabrizi, antifascista italiano († 1937)
- 31 ottobre - Eduardo Ortiz de Landázuri, medico e docente spagnolo († 1985)
- 31 ottobre - Luise Ullrich, attrice austriaca († 1985)
- 31 ottobre - Héctor Valdivielso Sáez, religioso argentino († 1934)